# Saut en longueur masculin aux Jeux olympiques d'été de 1960
Pour un article plus général, voir Athlétisme aux Jeux olympiques d'été de 1960.
Navigation
Melbourne 1956 Tokyo 1964
L'épreuve du saut en longueur masculin aux Jeux olympiques de 1960 s'est déroulée le 2 septembre 1960 au Stade olympique de Rome, en Italie. Elle est remportée par l'Américain Ralph Boston.

## Résultats

### Finale
| Rang               | Athlète             | Pays                       | Essais | Essais | Essais | Essais | Essais | Essais | Marque | Note |
| Rang               | Athlète             | Pays                       | 1      | 2      | 3      | 4      | 5      | 6      | Marque | Note |
| ------------------ | ------------------- | -------------------------- | ------ | ------ | ------ | ------ | ------ | ------ | ------ | ---- |
| Médaille d'or      | Ralph Boston        | États-Unis                 | 7,82   | X      | 8,12   | 7,80   | x      | 7,96   | 8,12   | OR   |
| Médaille d'argent  | Irvin Roberson      | États-Unis                 | X      | 8,03   | 7,88   | 7,75   | 7,62   | 8,11   | 8,11   | PB   |
| Médaille de bronze | Igor Ter-Ovanessian | Union soviétique           | 7,90   | 7,80   | X      | X      | 7,68   | 8,04   | 8,04   | AR   |
| 4                  | Manfred Steinbach   | Équipe unifiée d'Allemagne | 7,81   | X      | 7,76   | X      | X      | 8,00   | 8,00   |      |
| 5                  | Jorma Valkama       | Finlande                   | 7,52   | 7,69   | 7,36   | 7,31   | X      | 7,29   | 7,69   |      |
| 6                  | Christian Collardot | France                     | 7,61   | X      | 7,68   | 6,96   | 7,50   | X      | 7,68   |      |
| 7                  | Henk Visser         | Pays-Bas                   | 7,59   | 7,43   | 7,66   |        |        |        | 7,66   |      |
| 8                  | Dmytrij Bondarenko  | Union soviétique           | 7,27   | 7,58   | 7,37   |        |        |        | 7,58   |      |
| 9                  | Manfred Molzberger  | Équipe unifiée d'Allemagne | 7,35   | 7,49   | 7,47   |        |        |        | 7,49   |      |
| 10                 | Attilio Bravi       | Italie                     | 7,30   | 7,22   | 7,47   |        |        |        | 7,47   |      |
| 11                 | Dimitrios Manglaras | Grèce                      | 7,16   | 7,32   | 7,45   |        |        |        | 7,45   |      |
| 12                 | Paul Foreman        | Indes occidentales         | 7,26   | -      | -      |        |        |        | 7,26   |      |
| 13                 | Frederick Alsop     | Grande-Bretagne            | 7,25   | 7,18   | 7,16   |        |        |        | 7,25   |      |

### Qualifications
La limite de qualification est fixée à 7,40 m.
| Rang | Athlète                    | Nationalité                | Marque | Notes |
| ---- | -------------------------- | -------------------------- | ------ | ----- |
| 1    | Bo Roberson                | États-Unis                 | 7.81   |       |
| 2    | Igor Ter-Ovanesyan         | Union soviétique           | 7.79   |       |
| 3    | Henk Visser                | Pays-Bas                   | 7.72   |       |
| 4    | Manfred Steinbach          | Équipe unifiée d'Allemagne | 7.70   |       |
| 5    | Jorma Valkama              | Finlande                   | 7.63   |       |
| 6    | Ralph Boston               | États-Unis                 | 7.60   |       |
| 7    | Takayuki Okazaki           | Japon                      | 7.58   |       |
| 8    | Attilio Bravi              | Italie                     | 7.57   |       |
| 9    | Dmitry Bondarenko          | Union soviétique           | 7.49   |       |
| 10   | Manfred Molzberger         | Équipe unifiée d'Allemagne | 7.46   |       |
| 11   | Dimos Manglaras            | Grèce                      | 7.45   |       |
| 12   | Fred Alsop                 | Grande-Bretagne            | 7.42   |       |
| 13   | Paul Foreman               | Indes occidentales         | 7.42   |       |
| 14   | Christian Collardot        | France                     | 7.40   |       |
| 15   | John Oladipo Oladitan      | Nigeria                    | 7.38   |       |
| 16   | Kazimierz Kropidłowski     | Pologne                    | 7.37   |       |
| 17   | Yukishige Yasuma           | Japon                      | 7.34   |       |
| 18   | Juhani Manninen            | Finlande                   | 7.34   |       |
| 19   | Fritz Köppen               | Équipe unifiée d'Allemagne | 7.32   |       |
| 20   | Anthony Watson             | États-Unis                 | 7.32   |       |
| 21   | Gustav Schlosser           | Suisse                     | 7.27   |       |
| 22   | Jan Netopilík              | Tchécoslovaquie            | 7.26   |       |
| 23   | Fermín Donazar             | Uruguay                    | 7.24   |       |
| 24   | Roberto Procel             | Mexique                    | 7.23   |       |
| 25   | David Kushnir              | Israël                     | 7.20   |       |
| 26   | Ali Brakchi                | France                     | 7.20   |       |
| 27   | John Howell                | Grande-Bretagne            | 7.19   |       |
| 28   | Pedro de Almeida           | Portugal                   | 7.10   |       |
| 29   | Roar Berthelsen            | Norvège                    | 7.09   |       |
| 30   | B.V. Satyanarayan          | Inde                       | 7.08   |       |
| 31   | Luis Felipe Areta          | Espagne                    | 7.04   |       |
| 32   | Dave Norris                | Nouvelle-Zélande           | 7.04   |       |
| 33   | Ian Tomlinson              | Australie                  | 7.03   |       |
| 34   | Seo Yeong-Ju               | Corée du Sud               | 6.98   |       |
| 35   | Yalçın Ünsal               | Turquie                    | 6.97   |       |
| 36   | John Baguley               | Australie                  | 6.96   |       |
| 37   | Mahmoud Atter Abdel Fattah | Égypte                     | 6.94   |       |
| 38   | Romain Poté                | Belgique                   | 6.92   |       |
| 39   | Jun Ebina                  | Japon                      | 6.83   |       |
| 40   | Revaz Kvachakidze          | Union soviétique           | 6.82   |       |
| 41   | Prajim Wongsuwan           | Thaïlande                  | 6.78   |       |
| 42   | Vilhjálmur Einarsson       | Islande                    | 6.76   |       |
| 43   | Kaimar-ud-Din bin Maidin   | Malaisie                   | 6.74   |       |
| 44   | Virsa Singh                | Inde                       | 6.70   |       |
| 45   | Bevyn Baker                | Australie                  | 6.43   |       |
| 46   | Abdul Razzak               | Irak                       | 6.37   |       |
| -    | Clive Bonas                | Venezuela                  |        | NM    |
| -    | Luigi Ulivelli             | Italie                     |        | NM    |
| -    | Muhammad Ramzan Ali        | Pakistan                   |        | NM    |

## Légende
Records et Performances
- AR : Record continental (area record)
- CR : Record des championnats (championship record)
- MR : Record du meeting (meet record)
- NR : Record national (national record)
- OR : Record olympique (olympic record)
- PR : Record paralympique (paralympic record)
- PB : Record personnel (personal best)
- SB : Meilleure performance personnelle de la saison (season's best)
- WL : Meilleure performance mondiale de l'année (world leader)
- WJR : Record du monde junior (world junior record)
- WR : Record du monde (world record)

Circonstances et Conditions
- DNF : N'a pas terminé (did not finish)
- DNS : N'a pas pris le départ (did not start)
- DQ : Disqualification (disqualification)
- NM : Aucun essai valable enregistré (No Mark)
- Q : Qualifié « directement » au prochain tour (ou à la prochaine compétition), lors d'une compétition majeure, grâce au classement ou à la réalisation des minima (automatic qualifier)
- q : Qualifié au prochain tour (ou à la prochaine compétition), lors d'une compétition majeure, grâce au repêchage ou à la réalisation de l'une des meilleures performances parmi celles des « non qualifiés directement » (grâce au meilleur temps ou à la meilleure distance par exemple) (secondary qualifier)